# 小河信安
小河 信安（おがわ のぶやす）は、戦国時代の武将。龍造寺氏の家臣。

## 略歴
小河為純の嫡男として誕生。
小河氏は肥後国菊池氏の庶流。信安の祖父は菊池氏20代当主・為邦の弟である為安で、父・為純の頃に筑後国山門郡の上小河と下小河を知行してより小河氏を称した。隆信が龍造寺宗家を継ぐと、龍造寺家直、龍造寺家宗、納富信景、福地信重と共に家老となり、隆信が土橋栄益により村中城を追われ、その後に復帰を果たした際は納富栄房、江副久吉と共に執権に任じられた。
隆信の神代勝利攻略の推進役で、勝利の攻略に腐心した。勝利が攻勢に出ると、居城・春日山城に籠って守りきっているが永禄元年（1558年）、留守中に神代家臣の梅野帯刀と松瀬又三郎により春日山城を落とされ、一族が多数討ち死にすると信安は8月15日に手勢を率いて出陣、対陣（於、鉄布峠）している最中の翌朝に、勝利と信安が共に自ら斥候に出ると山中で両者が出くわし一騎討ちとなった。勝敗は勝利に軍配が上がり、信安は勝利の槍持ちとして同行していた河浪駿河守に首を打ち取られた。
隆信は、信安の死を大変悲しんだという。信安には小河豊前守という嫡子がいたが、父の死を知って敵に討ち入り死去したため、鍋島清房の三男（鍋島直茂の弟）信俊を信安の娘に娶せ跡を継がせたが、天正12年（1584年）の沖田畷の戦いで戦死。残った息子二人も、朝鮮出兵で病死。小河の名跡が途絶えるのを惜しんだ直茂が、子・忠茂に小河氏を継がせた。忠茂は鹿島藩を立藩したが、子・正茂で系統が途絶え、その後の鹿島藩は鍋島勝茂の九男直朝が継いだが、正茂と別の系統は佐賀藩士として続いたとされる。

## 逸話
- 龍造寺宗家18代の龍造寺胤栄が亡くなった際、その系統が絶える事を悲嘆し、「いまは主人なし、だれにか従わんや」として殉死しようとしている[2]。
- 隆信と室（龍造寺胤栄の室で、隆信に再嫁）の仲が悪い事を危惧した信安は、室の許を訪れて胤栄との間にできた娘の於安に刀をあてて諫言し、言動を正した。
- 神代勝利が千布城にいる事を知った信安は、嵐の夜に城に忍び込み暗殺する時を狙っていた。折りしも、勝利は酒宴中であり、不審者を発見した侍女が焦って湯殿に｢大男がいる」と注進すると、「そのような者は小河筑前しかおらぬまい。こちらに呼べ」と言い、信安は悠然と勝利の前に現れ、共に酒を酌み交わした。信安、勝利共にその人間性を示す逸話である。